# Rhogogaster chlorosoma
Rhogogaster chlorosoma is een vliesvleugelig insect uit de familie van de bladwespen (Tenthredinidae). De wetenschappelijke naam van de soort is voor het eerst geldig gepubliceerd in 1943 door Benson.

## Kenmerken
Rhogogaster-chlorosoma kan een lengte bereiken van 10-13 mm. Het is een groene bladwesp met een variabel zwart patroon, maar bij deze bladwesp zijn de zwarte markeringen op de bovenkant van het achterlijf afwezig of behoorlijk verminderd. Net als andere bladwespen mist deze soort de slanke "wespentaille" tussen de thorax en de buik.
Soortgelijke soorten zijn 
- Rhogogaster viridis, die duidelijke zwarte vlekken vertoont op het bovenoppervlak van de buik
- Rhogogaster punctulata, met zwarte stippen langs de zijkanten van de buiksegmenten.

## Levenswijze
Volwassenen kun je vooral tegenkomen van mei tot en met juli. Ze voeden zich voornamelijk met stuifmeel en nectar van Heracleum sphondylium en met kleine insecten. De nachtelijke larven zijn polyfaag en voeden zich met de bladeren van een verscheidenheid aan houtachtige en kruidachtige planten, voornamelijk Sorbus, Quercus robur, Salix, Corylus avellana, Stellaria, Filipendula ulmaria, Alnus glutinosa, Rubus en Populus.

## Verspreiding
Hij komt wijdverspreid voor in het grootste deel van Europa.

## Habitat
Deze soort geeft de voorkeur aan heggen en begroeide berggebieden.